# Ulvsby församling
Ulvsby församling (finska: Ulvilan seurakunta) är en evangelisk-luthersk församling i Ulvsby i Finland. Församlingen hör till Åbo ärkestift och Björneborgs prosteri och leds av kyrkoherde Marianne Känä. I slutet av 2021 hade Ulvsby församling cirka 9 820 medlemmar. Verksamheten sker i huvudsakligen på finska.
Församlingens huvudkyrka är den medeltida Ulvsby kyrka. Ulvsby församling omnämndes som en självständig församling redan under 1300-talet.